# Дорогинский сельский совет (Ичнянский район)
Дорогинский сельский совет (укр. Дорогинська сільська рада) — входит в состав
Ичнянского района
Черниговской области
Украины.
Административный центр сельского совета находится в 
с. Дорогинка
.

## Населённые пункты совета
- с. Дорогинка